# پیتای سینه‌عاجی
پیتای سینه‌عاجی (نام علمی: Pitta maxima) نام یک گونه از تیره پیتا است. این گونه بوم‌زاد ملوک شمالی در اندونزی است. زیستگاه طبیعی این گونه مناطق نیمه‌گرمسیری یا گرمسیری در جنگل‌های پست می‌باشد.